# Ruine Kargegg
Die Burgruine Kargegg liegt rund zehn Kilometer nordwestlich der Insel Mainau am Bodensee auf dem Bodanrück, 200 Meter nordöstlich des Weilers Kargegg, in der Nähe des Dorfs Langenrain im Landkreis Konstanz in Baden-Württemberg (Deutschland).
Die Spornburg steht auf einer 492 m ü. NN hohen Anhöhe, die auf zwei Seiten steil zur Marienschlucht hin abfällt, auf der dritten zum Bodensee. Die vierte Seite ist durch eine künstliche Schlucht gesichert.
Die Anfänge der Burg lassen sich bis ins 13. Jahrhundert zurückverfolgen. Am 25. Mai 1525 brannten aufständische Bauern die Burg nieder. Seitdem ist sie unbewohnt und verfällt.
Von der Burg sind nur die Südmauer des Wohnturms sowie einige kaum wahrnehmbare Steinüberreste des Mauerrings im Westen der Anlage zu sehen.